# 시온 장로 의정서

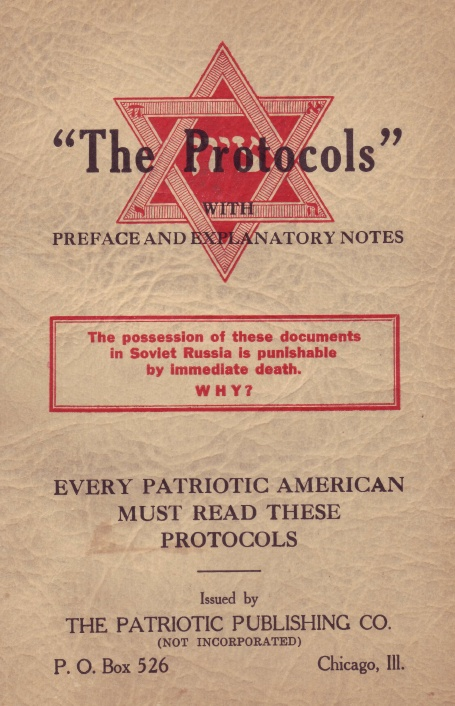
1934년판 시온 의정서.

시온 장로 의정서(러시아어: Протоко́лы сио́нских мудрецо́в, 영어: The Protocols of the Elders of Zion), 간단히 시온 의정서(영어: The Protocols)는 전 세계를 정복하려는 유대인의 계획을 담고 있는 내용으로, 반유대주의를 조장하기 위해 만들어진 위서이다.
1897년 8월 29일부터 31일에 걸쳐 스위스의 바젤(Basel)에서 열린 제1차 시오니스트 회의에서 발표된 시온 14인의 장로들의 의결문이라는 형식을 취하고 있다.
1903년 러시아에서 처음 출판된 이후 여러 언어로 번역되었으며, 20세기 초반에 전 세계에 퍼졌다. 헨리 포드는 1920년대 미국을 통해 배포되었던 500,000개 복사본 인쇄에 자금을 댔다.
전통적인 사회를 붕괴시키고 언론과 금융을 장악해 사람들의 의식을 강제로 개조해 '노예화'를 시켜 세계를 지배하려는 야욕을 실현하는 유대인 왕국을 건설하는 것이며, 24개의 행동 강령으로 구성되어 있다.
이 문서로 인해 유럽과 미국 사회 내에서 반유대주의에 불을 지폈으며, 홀로코스트와 같은 대량 학살의 원인 중 하나로 지목되어 역사상 최악의 위조문서 중 하나라는 평가를 받는다.

## 제작
이 책은 프랑스 정치 풍자가 모리스 졸리가 쓴 '마키아벨리와 몽테스키외의 지옥에서의 대화'라는 풍자 소설을 표절하여 만든 문서이다. 1897년부터 1903년 사이에 러시아에서 표트르 라치코프스키 등이 이 책을 생산하였다.

## 구조
스티븐 제콥스(Steven Jacobs)와 마크 웨이츠먼(Mark Weitzman)의 분석에 따르면, 이 문서는 24개의 의정서로 이루어져 있으며 그들은 24개 의정서에 반복적으로 보이는 몇 가지 주제를 문서화해 놓았다.
1. 힘은 곧 정의요 진정한 권력이다.
2. 언론을 통해 민중의 사고방식을 지배한다.
3. 우리는 경제력으로 세계를 장악한다.
4. 우리는 혼란을 조장하고, 물질주의로 신앙을 대체시킨다.
5. 흥행사업(연극 영화)으로 대중의 의식구조를 지배하고, 취미생활에 몰두시켜라.
6. 우리는 수단과 방법을 가리지 말고 기존 권력자를 멸절시켜야 한다.
7. 군사력을 강화하고, 언론을 조작해 전쟁을 일으켜 이득을 본다.
8. 전문가를 양성해 우리에게 유리한 법 조항을 만든다.
9. 각 국의 국민들을 프리메이슨적 의식구조로 교육시킨다.
10. 약점 있는 사람을 대통령으로 내세워 꼭두각시처럼 조종한다.
11. 하나님은 우리가 세계를 정복할 수 있도록 세계 각지에 흩어지게 하였다.
12. 언론을 통제해 대중의 심리를 조종한다.
13. 대중을 스포츠, 연예, 오락에 심취하게 해 사고능력을 상실하게 한다.
14. 세계정부에서는 유대교만 허용하고 기독교는 말살하라.
15. 세계정부는 법 적용을 엄격히 하고, 반항자는 가혹히 처벌한다.
16. 역사를 조작하고, 새로운 철학으로 교육한다.
17. 인간을 개조하고 서로 고발하게 해 완벽한 독제체제를 구축한다.
18. 고이 정부를 무너뜨리기 위해 음모를 일삼고, 우리 통치자는 신비로운 존재로 부각시킨다.
19. 국민에게 철권정치의 위엄을 보여 주어야 한다.
20. 정부를 빚으로 옭아매고, 국민을 경제적 노예로 전락시킨다.
21. 우리는 내국채로 정부를 파산시키고, 공산주의 사회를 건설한다.
22. 목적은 수단을 정당화한다.
23. 세계정부는 사치를 금하고 절대적인 전체주의사회를 구성한다.
24. 다윗의 후손 중 왕을 선출하여 비밀지식을 전수한 후 권좌에 앉힌다.